# Kościół św. Stanisława Biskupa w Buku
Kościół Świętego Stanisława Biskupa w Buku – rzymskokatolicki kościół parafialny znajdujący się w podpoznańskim Buku przy ulicy Mury.
Wcześniejszy kościół, w stylu gotyckim istniał w tym miejscu aż do zawalenia się wieży w 1806, po którym go rozebrano.
Istniejąca świątynia została wybudowana w stylu klasycystycznym w latach 1838–1846. Projekt powstał jeszcze w 1828 roku w pracowni niemieckiego architekta Karla Friedricha Schinkla i zachował się w oryginale w Kupferstichkabinett w Berlinie. Większość źródeł podaje Schinkla jako głównego autora, a niektóre wskazują na architekta Peipa jako wiodącego projektanta kościoła i współudział Schinkla, przy czym późniejsze źródła odrzucają ten pogląd i przypisują projekt Schinklowi. 
W 1899 kościół został odnowiony. Po wkroczeniu Niemców we wrześniu 1939 świątynię przeznaczono na magazyn umundurowania. W nocy z 25 na 26 stycznia 1945 kościół został spalony przez wycofujące się wojska niemieckie. Spłonął wówczas m.in. ołtarz z cudownym obrazem Matki Boskiej Literackiej. Po wojnie kościół odbudowano z wykorzystaniem murów zewnętrznych w latach 1946–1951 pod nadzorem architekta Rogera Sławskiego, a doszczętnie zniszczone wnętrze umeblowano w rokokowe (ok. 1775) wyposażenie sprowadzone z kościoła reformackiego Świętych Stygmatów św. Franciszka z Asyżu w Woźnikach. Na początku lat 90. XX wieku, po zwróceniu starego wyposażenia do Woźnik, kościół otrzymał nowe ołtarze: główny autorstwa Romana Czeskiego i boczne stolarzy Wąsowiczów. 
W głównym ołtarzu umieszczono obraz Matki Boskiej Bukowskiej Literackiej. który został namalowany po wojnie przez Eugenie Gogolewską. Dekretem ks. Abp Stanisława Gądeckiego z dnia 23.12.2015 r. kościół otrzymał tytuł Diecezjalnego Sanktuarium Matki Bożej Bukowskiej Literackiej. 
W sąsiedztwie kościoła znajduje się plebania, wikariat, dom katolicki oraz m.in. nagrobek Władysława Niegolewskiego i tablice pamiątkowe.